# Raimundo Santos (atleta)
Raimundo Sousa Santos (nascido em 18 de agosto de 1967) é um atleta de fundo português. Ele competiu nos 5000 metros masculinos nos Jogos Olímpicos de Verão de 1992.